# Закон про відокремлення церкви і держави

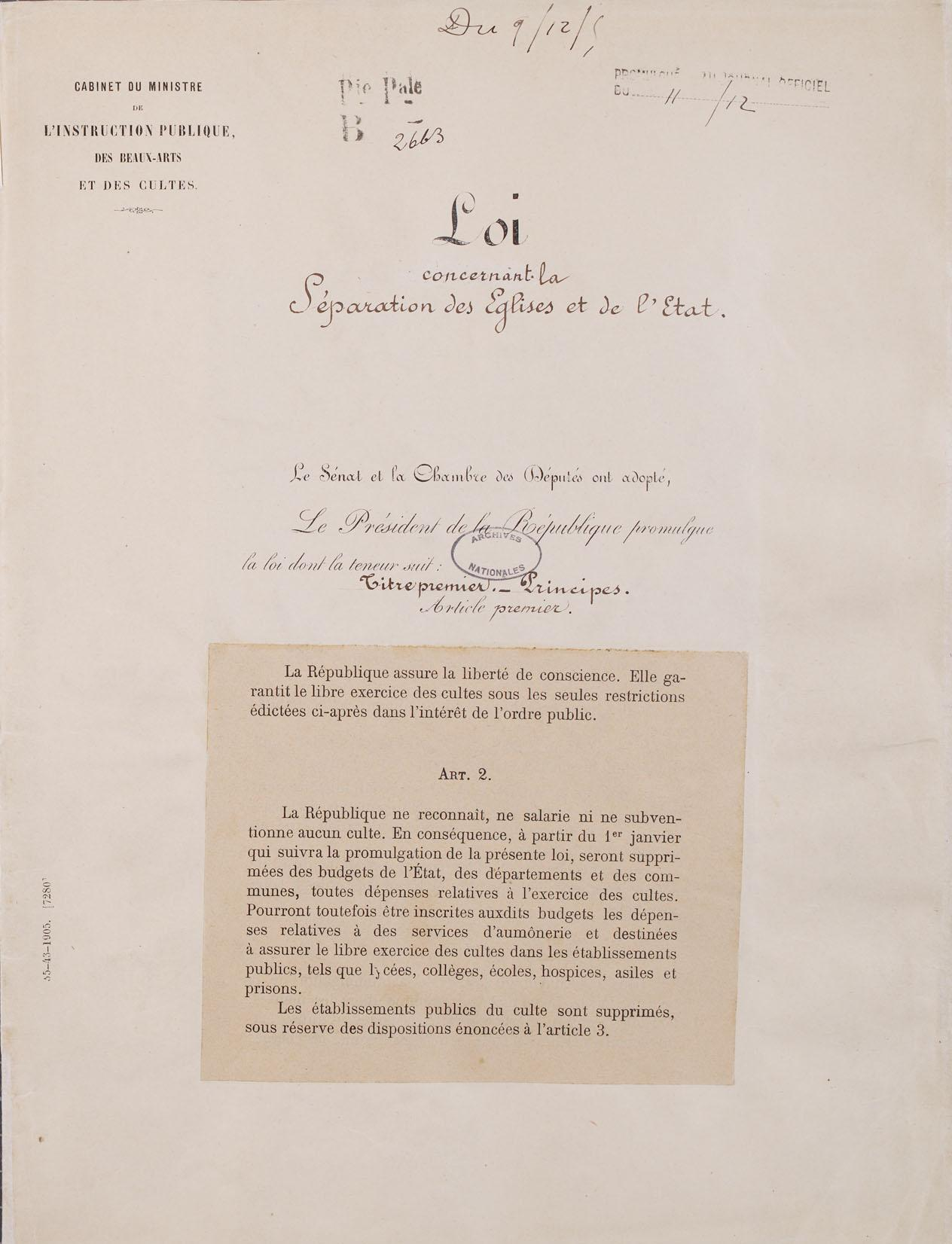
Закон про розділення церкви і держави

Закон про відокремлення церкви від держави (фр. Loi du 9 décembre 1905 concernant la séparation des Eglises et de l'Etat) — французький закон від 9 грудня 1905 року про відокремлення церкви від держави. Став першим законом, що поклав початок процесу повного розмежування церкви і держави в соціально-економічних умовах, наближених до життя сучасного суспільства. 
В самій Франції процес переходу до лаїцизму (1905–1906) пройшов в цілому без масових потрясінь, оскільки французьке суспільство було до нього морально готовим. Більше того, такт і дипломатичність головного ідеолога закону — Аристида Бріана, дозволили йому переконати й багатьох вірян католиків у готовності французького суспільства до таких змін. Тим не менше, прийняття закону та подальші заворушення в країні спричинили відставку уряду, який протримався при владі тільки один рік і 25 днів.
Постулати даного закону згодом було покладено в основу подібних указів про секуляризації суспільного життя в СРСР, Туреччини тощо.

## Основні положення

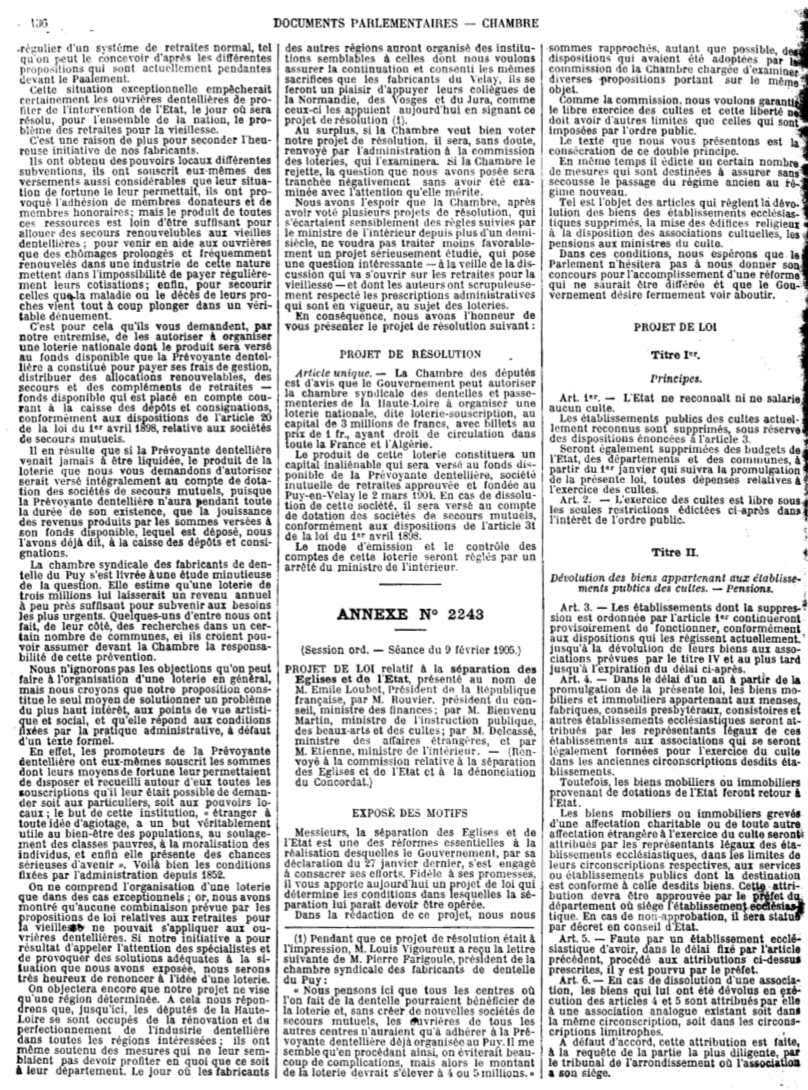
Перша сторінка законопроекту, представленого на розгляд Національних зборів Франції в 1905

- За законом громадянам було гарантовано право на працю без зазначення приналежності до тієї чи іншої конфесії.[1]
- Французька республіка більше не визнавала, не сплачувала та не субсидувала церкви. 1 січня 1906 року було ліквідовано державний бюджет фінансування культів, до нуля скоротились видатки на них на рівні департаментів і громад. Ельзас і частина Лотарингії на той момент належали Німеччині, тому на ці регіони дія закону не поширювалась і не поширюється донині.
- Незважаючи на заперечення папи Пія Х, все майно церкви та всі пов'язані з ним зобов'язання передавались різним релігійним асоціаціям вірян. Священиків було відправлено на пенсію за державний кошт.

## Протести
Відокремлення церкви від держави спричиняло напади з двох сторін. Праві та клерикали критикували його за порушення моральних устоїв у країні, за порушення права власності, за позбавлення церкви привілейованого положення в державі, за порушення свободи совісті. Соціалісти й інші ліві сили, які набирали обертів, дорікали урядові за м'якість і непослідовність; вказуючи на те, що колишнє церковне майно було придбане церквою завдяки самій державі, а відповідно воно первинно було громадською власністю.